# Hassan Moustafa
Hassan Moustafa (født 28. juli 1944 i Cairo) er en tidligere håndboldspiller fra Egypten, som spillede for Egyptens håndboldlandshold. Han er præsident for International Handball Federation (IHF).
Under VM i håndbold 2009 opstod der en konflikt mellem Moustafa og generalsekretæren for IHF, Peter Mühlematter.